# Rörsjötjärnen, Ångermanland
Rörsjötjärnen är en sjö i Örnsköldsviks kommun i Ångermanland och ingår i Gideälvens huvudavrinningsområde. Sjön har en area på 0,109 kvadratkilometer och ligger 352,3 meter över havet. Sjön avvattnas av vattendraget Skyttelbäcken. Vid provfiske har abborre, ruda och öring fångats i sjön.

## Delavrinningsområde
Rörsjötjärnen ingår i det delavrinningsområde (707386-161586) som SMHI kallar för Utloppet av Rörsjötjärnen. Medelhöjden är 362 meter över havet och ytan är 0,9 kvadratkilometer. Det finns inga avrinningsområden uppströms utan avrinningsområdet är högsta punkten. Skyttelbäcken som avvattnar avrinningsområdet har biflödesordning 4, vilket innebär att vattnet flödar genom totalt 4 vattendrag innan det når havet efter 84 kilometer. Avrinningsområdet består mestadels av skog (85 procent). Avrinningsområdet har 0,11 kvadratkilometer vattenytor vilket ger det en sjöprocent på 12,2 procent.